# Редж Флемінг
Редж Флемінг (англ. Reg Fleming, 21 квітня 1936, Монреаль — 11 липня 2009, Арлінгтон-Гайтс) — канадський хокеїст, що грав на позиції захисника.

## Ігрова кар'єра
Професійну хокейну кар'єру розпочав 1956 року виступами за юніорську команду «Шавініган Катарактс». З сезону 1958/59 захищав кольори клубу «Рочестер Американс» (АХЛ).
Відігравши три матчі в складі «Монреаль Канадієнс» переходить до «Чикаго Блек Гокс». У складі «чорних яструбів» відіграє чотири сезони та стане володарем Кубка Стенлі. 
До сезону 1970/71 відіграє також за команди НХЛ «Бостон Брюїнс», «Нью-Йорк Рейнджерс», «Філадельфія Флаєрс» та «Баффало Сейбрс».
З появою ВХА Редж два сезони відіграє за «Чикаго Кугарс».

## Нагороди та досягнення
- Володар Кубка Стенлі в складі «Чикаго Блек Гокс» — 1961.

## Смерть
2004 пережив інсульт та серцевий напад, після чого п'ять років перебував у реабілітаційному та клінічному центрі. Флемінг помер у лікарні містечка Арлінгтон-Гайтс, 11 липня 2009 року. Пізніше лікарі визнали, що смерть настала внаслідок хронічної травматичної енцефалопатії, хвороби яка більш притаманна боксерам.

## Статистика НХЛ
| Сезон        | Клуб                 | Ліга         | Регулярний сезон | Регулярний сезон | Регулярний сезон | Регулярний сезон | Регулярний сезон | Плей-оф | Плей-оф | Плей-оф | Плей-оф | Плей-оф |
| Сезон        | Клуб                 | Ліга         | І                | Г                | П                | О                | ШХ               | І       | Г       | П       | О       | ШХ      |
| ------------ | -------------------- | ------------ | ---------------- | ---------------- | ---------------- | ---------------- | ---------------- | ------- | ------- | ------- | ------- | ------- |
| 1959—1960    | «Монреаль Канадієнс» | НХЛ          | 3                | 0                | 0                | 0                | 2                | -       | -       | -       | -       | -       |
| 1960—1961    | «Чикаго Блек Гокс»   | НХЛ          | 66               | 4                | 4                | 8                | 145              | 12      | 1       | 0       | 1       | 12      |
| 1961—1962    | «Чикаго Блек Гокс»   | НХЛ          | 70               | 7                | 9                | 16               | 71               | 12      | 2       | 2       | 4       | 27      |
| 1962—1963    | «Чикаго Блек Гокс»   | НХЛ          | 64               | 7                | 7                | 14               | 99               | 6       | 0       | 0       | 0       | 27      |
| 1963—1964    | «Чикаго Блек Гокс»   | НХЛ          | 61               | 3                | 6                | 9                | 140              | 7       | 0       | 0       | 0       | 18      |
| 1964—1965    | «Бостон Брюїнс»      | НХЛ          | 67               | 18               | 23               | 41               | 136              | -       | -       | -       | -       | -       |
| 1965—1966    | «Бостон Брюїнс»      | НХЛ          | 34               | 4                | 6                | 10               | 42               | -       | -       | -       | -       | -       |
| 1965—1966    | «Нью-Йорк Рейнджерс» | НХЛ          | 35               | 10               | 14               | 24               | 124              | -       | -       | -       | -       | -       |
| 1966—1967    | «Нью-Йорк Рейнджерс» | НХЛ          | 61               | 15               | 16               | 31               | 146              | 4       | 0       | 2       | 2       | 11      |
| 1967—1968    | «Нью-Йорк Рейнджерс» | НХЛ          | 73               | 17               | 7                | 24               | 132              | 6       | 0       | 2       | 2       | 4       |
| 1968—1969    | «Нью-Йорк Рейнджерс» | НХЛ          | 72               | 8                | 12               | 20               | 138              | 3       | 0       | 0       | 0       | 7       |
| 1969—1970    | «Філадельфія Флаєрс» | НХЛ          | 65               | 9                | 18               | 27               | 134              | -       | -       | -       | -       | -       |
| 1970—1971    | «Баффало Сейбрс»     | НХЛ          | 78               | 6                | 10               | 16               | 159              | -       | -       | -       | -       | -       |
| Усього в НХЛ | Усього в НХЛ         | Усього в НХЛ | 749              | 108              | 132              | 240              | 1468             | 50      | 3       | 6       | 9       | 106     |